# 130126 Stillmanchase
130126 Stillmanchase è un asteroide della fascia principale. Scoperto nel 1999, presenta un'orbita caratterizzata da un semiasse maggiore pari a 2,7174666 UA e da un'eccentricità di 0,2545294, inclinata di 10,95668° rispetto all'eclittica.